# Campeonato Mundial de Patinaje Artístico sobre Hielo de 1934
El XXXII Campeonato Mundial de Patinaje Artístico se realizó en Estocolmo (concurso masculino) entre el 16 y el 18 de febrero, en Oslo (concurso femenino) entre el 10 y el 11 de febrero y en Helsinki (concurso por parejas) entre el 22 y el 23 de febrero de 1934 bajo la organización de la Unión Internacional de Patinaje sobre Hielo (ISU), la Federación Sueca de Patinaje sobre Hielo, la Federación Noruega de Patinaje sobre Hielo y la Federación Finlandesa de Patinaje sobre Hielo. 

## Resultados

### Masculino
| Puesto | Nombre       | País     | Puntos |
| ------ | ------------ | -------- | ------ |
| Oro    | Karl Schäfer | Austria  | 7      |
| Plata  | Ernst Baier  | Alemania | 26     |
| Bronce | Erich Erdös  | Austria  | 26     |

### Femenino
| Puesto | Nombre             | País        | Puntos |
| ------ | ------------------ | ----------- | ------ |
| Oro    | Sonja Henie        | Noruega     | 7      |
| Plata  | Megan Taylor       | Reino Unido | 19     |
| Bronce | Liselotte Landbeck | Austria     | 20     |

### Parejas
| Puesto | Nombre                         | País     | Puntos |
| ------ | ------------------------------ | -------- | ------ |
| Oro    | Emilia Rotter / László Szollás | Hungría  | 20     |
| Plata  | Idi Papez / Karl Zwack         | Austria  | 28     |
| Bronce | Maxi Herber / Ernst Baier      | Alemania | 32     |

## Medallero
| Núm. | País        | Oro | Plata | Bronce | Total |
| ---- | ----------- | --- | ----- | ------ | ----- |
| 1    | Austria     | 1   | 1     | 2      | 4     |
| 2    | Hungría     | 1   | 0     | 0      | 1     |
| 2    | Noruega     | 1   | 0     | 0      | 1     |
| 4    | Alemania    | 0   | 1     | 1      | 2     |
| 5    | Reino Unido | 0   | 1     | 0      | 1     |
|      | TOTAL       | 3   | 3     | 3      | 9     |

| Predecesor: Suiza - Suecia 1933 | Campeonato Mundial de Patinaje Artístico sobre Hielo 1934 | Sucesor: Hungría - Austria 1935 |

- Datos: Q1318847
- Multimedia: 1934 World Figure Skating Championships / Q1318847